# Tribulaun
Il Tribulaun (3.097 m s.l.m.) è una montagna delle Alpi dello Stubai nelle Alpi Retiche orientali al confine tra l'Italia e l'Austria.
La montagna è composta di tre vette principali:
- Tribulaun di Fleres (Pflerscher Tribulaun) - 3.097 m
- Tribulaun di Gschnitzer (Gschnitzer Tribulaun) - 2.946 m
- Tribulaun di Obernberg (Obernberger Tribulaun) - 2.780 m

Dal versante italiano domina la val di Fleres; da quello austriaco la Gschnitztal.
Nel piccolo gruppo del Tribulaun Déodat de Dolomieu raccolse alcuni pezzi di roccia che, a contatto con acido cloridrico, producevano un'effervescenza diversa, meno vigorosa, del normale calcare. Inviò questi campioni di roccia al grande esperto di mineralogia Nicolas de Saussure, esperto di mineralogia il quale accertò che si trattava di un minerale sconosciuto, costituito da carbonato doppio di calcio e magnesio. (Dolomia)

## Toponimo

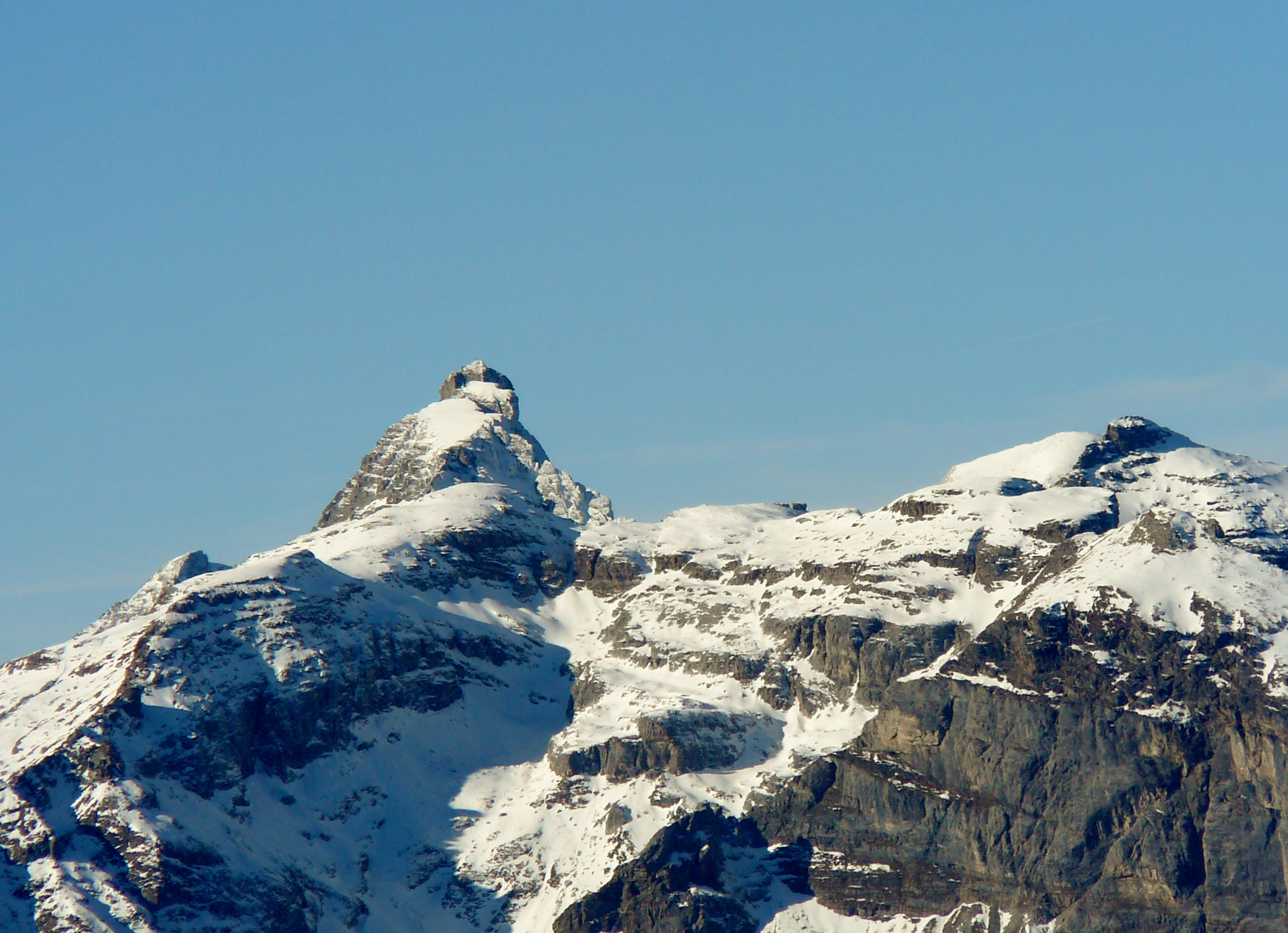
La sua cima, vista dalla Spina di Lupo

Il nome della montagna è attestato nel 1667 come Driblaun e nel 1770 come Tribulaun e sembra derivare da *tribulu- ("trebbia", alla quale la montagna somiglia per certi versi), con il suffisso -one; il toponimo non è mai stato tradotto in italiano.

## Rifugi
- Rifugio Tribulaun - 2.369 m